# Istituzione comunale Marcantonio Bentegodi 1923-1924
Questa pagina raccoglie le informazioni riguardanti l'Istituzione comunale Marcantonio Bentegodi nelle competizioni ufficiali della stagione 1923-1924.

## Rosa
| N. |                   | Ruolo | Calciatore             |
| -- | ----------------- | ----- | ---------------------- |
|    | Italia (bandiera) | P     | Zefferino Angelini     |
|    | Italia (bandiera) | C     | Luigi Bolla            |
|    | Italia (bandiera) | A     | Italo Cobello          |
|    | Italia (bandiera) | D     | Giovanni De Faveri (I) |
|    | Italia (bandiera) | A     | Luigi De Faveri (II)   |
|    | Italia (bandiera) | D     | De Vecchi              |
|    | Italia (bandiera) | A     | Facchin                |

| N. |                   | Ruolo | Calciatore       |
| -- | ----------------- | ----- | ---------------- |
|    | Italia (bandiera) | A     | Fornari          |
|    | Italia (bandiera) | C     | Gariboldi        |
|    | Italia (bandiera) | P     | Gho              |
|    | Italia (bandiera) | D     | Italo Petrini    |
|    | Italia (bandiera) | D     | Trecchi          |
|    | Italia (bandiera) | C     | Giuseppe Zendron |